# Hipnología
La hipnología (del griego hypnós = sueño, con la acepción de "hipnosis" + el griego logos = estudio, sermón) es el estudio de la hipnosis, principalmente en sus aspectos característicos, o su ejercicio, sus aplicaciones prácticas, terapéuticas o no.
También conlleva aspectos filosóficos, ontológicos, psicológicos, admitiendo incursiones espirituales, metafísicas y místicas, entre otras.